# Zographus lineatus
Zographus lineatus är en skalbaggsart som först beskrevs av Max Quedenfeldt 1882.  Zographus lineatus ingår i släktet Zographus och familjen långhorningar.
Artens utbredningsområde är:
- Angola.
- Malawi.
- Moçambique.
- Zimbabwe.

Inga underarter finns listade i Catalogue of Life.